# Népvándorlás kori művészet

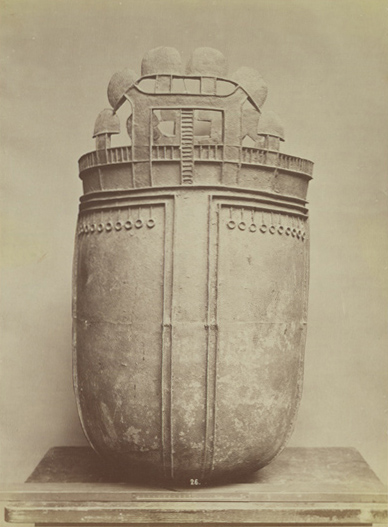
Hun üst

A népvándorlás kori művészet a népvándorlás korának művészete: az európai népek által alkotott prefeudális államalakulatok művészetét jelenti. Így az ókori és késő antik művészet utolsó fázisát, de a középkori Európa művészetének legkorábbbi szakaszát is jelenti. Mivel a feudalizálódás az egyes népeknél nem egyszerre zajlott le, területről területre változik, hogy mit tartunk népvándorlás korinak: Észak-Európában a Karolingokkal egyidőben élt vikingek művészete is idetartozik, a Karoling-kori Rómáé viszont nem.
Előzményei között a régészeti és művészettörténeti szakirodalom a sztyeppei népek művészetét, elsősorban a szkítákét, a germánok és kelták művészetét, később a bizánci művészetet jelöli meg.
Azok a népek hozták létre, amelyek a Nyugatrómai Birodalom 5. századi bukása után Európa nyugati részén telepedtek le.
A longobárdok és frankok az 5. század végétől kezdték felvenni a kereszténységet, összeolvadtak a latin népekkel, és a Fekete-tenger északi partvidékéről hozott művészetüket ötvözték a késő ókori formákkal. A kultúrának ez a keveredése jelenti Nyugat-Európa középkori művészeti fejlődésének kezdetét. Az ékszerek, a fegyverek, a ereklyék és a könyvek, melyeket az ír szerzetesek írtak és díszítettek képekkel fáradhatatlanul, tele vannak fantáziával és képzeletbeli jelenetekkel. A bonyolult, görbe vonalas rajzolatok közé ékelt, stilizált és feldarabolt állatfigurák Irán és Dél-Olaszország népeinek, különösen a szkítáknak az állatfestési stílusából erednek.

## Franciaország területe
Lásd még: karoling művészet, Franciaország művészete, Középkori művészet

## Németország területe
Lásd még: karoling művészet, Németország művészete, Svájc művészete, Ausztria művészete

## Itália
Lásd még: Itália művészete

## Ibériai-félsziget
Lásd még: Spanyolország művészete

## A Brit-szigetek
Lásd még: Írország művészete, Nagy-Britannia művészete

## Kárpát-medence
Lásd még: Magyarország művészete

## Észak-Európa
A germán állatstílus Észak-Európában virágzott legtovább, azonban a 7. századra már meglehetősen sematikus formában. A rákövetkező viking művészet legnagyobb újítása az állatstílus felélesztése volt, ezt az újítást pedig egyetlen motívummal vitte végbe, az ún. „nagy bestiával”. A viking művészet szoros kapcsolatba került az angolszász művészettel (Anglia keleti része viking fennhatóság alatt volt egy időben) és a karoling művészettel.
Lásd még: viking művészet

## Kelet-Európa
Lásd még: Oroszország művészete